# Карбонір
Карбонір (англ. Carbonear) — містечко в Канаді, у провінції Ньюфаундленд і Лабрадор.

## Історія
Місто Карбонір є одним із найстаріших постійних поселень на Ньюфаундленді та одним із найстаріших європейських поселень у Північній Америці. Гавань в якій лежить місто з’являється на ранніх португальських мапах ще наприкінці 1500-х років як Кабо Карвейро (пізніше англізоване як Мис Карв’єро). Існує кілька різних версій походження назви міста. Можливо, від іспанського слова «carbonera» (піч для випалювання деревного вугілля). Інша версія від назви містечка Карбонера поблизу Венеції де жив Джон Кабот (Джованні Кабото). Третя версія, що від кількох французьких слів, швидше за все, «Carbonnier» або «Charbonnier», що означає «вугільник».
У 2023 році 68-річна українка Людмила Пас, яка переїхала в Канаду через російсько-українську війну за 4 години відремонтувала годинник на вежі, який вже кілька десятиліть стояв нерухомо .

## Населення
За даними перепису 2016 року, містечко нараховувало 4858 осіб, показавши зростання на 2,5%, порівняно з 2011-м роком. Середня густина населення становила 411,5 осіб/км².
З офіційних мов обидвома одночасно володіли 125 жителів, тільки англійською — 4 580. Усього 40 осіб вважали рідною мовою не одну з офіційних, з них 5 — одну з корінних мов.
Працездатне населення становило 57,4% усього населення, рівень безробіття — 17,6% (20% серед чоловіків та 15,1% серед жінок). 90,4% осіб були найманими працівниками, а 5,7% — самозайнятими.
Середній дохід на особу становив $40 602 (медіана $27 577), при цьому для чоловіків — $50 273, а для жінок $31 676 (медіани — $37 687 та $22 427 відповідно).
24,2% мешканців мали закінчену шкільну освіту, не мали закінченої шкільної освіти — 21,5%, 54,4% мали післяшкільну освіту, з яких 17% мали диплом бакалавра, або вищий, 10 осіб мали вчений ступінь.
| Статево-вікова структура населення | Статево-вікова структура населення | Статево-вікова структура населення | Статево-вікова структура населення | Статево-вікова структура населення |
| ---------------------------------- | ---------------------------------- | ---------------------------------- | ---------------------------------- | ---------------------------------- |
|                                    |                                    |                                    |                                    |                                    |
| Всього                             | Всього                             | 46,9%53,1%                         |                                    |                                    |
| 0 — 14 років                       | 0 — 14 років                       |                                    | 13,7%                              | 13,7%                              |
| 15 — 64 років                      | 15 — 64 років                      |                                    | 63%                                | 63%                                |
| 65 і більше                        | 65 і більше                        |                                    | 23,4%                              | 23,4%                              |
| 85 і більше                        | 85 і більше                        |                                    | 3,2%                               | 3,2%                               |
| 100 і більше                       | 100 і більше                       |                                    | 0,1%                               | 0,1%                               |
| Середній вік (років)               | Середній вік (років)               | 44,546,9                           | 45,8                               | 45,8                               |
| Медіана (років)                    | Медіана (років)                    | 48,150,0                           | 49,0                               | 49,0                               |
| — чоловіки — жінки                 |                                    |                                    |                                    |                                    |

| Походження мешканців:     | Походження мешканців:     | Походження мешканців: | Походження мешканців: | Походження мешканців: |
| ------------------------- | ------------------------- | --------------------- | --------------------- | --------------------- |
| Походження                |                           |                       | осіб                  | %                     |
| Корінні американці        | Корінні американці        |                       | 200                   | 4.31%                 |
| Інше північноамериканське | Інше північноамериканське |                       | 3 000                 | 64.59%                |
| Європейське               | Європейське               |                       | 2 310                 | 49.73%                |
| британське                | британське                |                       | 2 270                 | 48.87%                |
| французьке                | французьке                |                       | 110                   | 2.37%                 |
| українське                | українське                |                       | 15                    | 0.32%                 |
| Латинськоамериканське     | Латинськоамериканське     |                       | 10                    | 0.22%                 |
| Азійське                  | Азійське                  |                       | 50                    | 1.08%                 |

| Зайнятість населення за галузями (за класифікацією NOC): | Зайнятість населення за галузями (за класифікацією NOC): | Зайнятість населення за галузями (за класифікацією NOC): | Зайнятість населення за галузями (за класифікацією NOC): | Зайнятість населення за галузями (за класифікацією NOC): |
| -------------------------------------------------------- | -------------------------------------------------------- | -------------------------------------------------------- | -------------------------------------------------------- | -------------------------------------------------------- |
|                                                          |                                                          |                                                          |                                                          |                                                          |
| Управління                                               | Управління                                               |                                                          | 6,8%                                                     | 6,8%                                                     |
| Бізнес, фінанси та адміністрування                       | Бізнес, фінанси та адміністрування                       |                                                          | 9,3%                                                     | 9,3%                                                     |
| Природничі та прикладні науки                            | Природничі та прикладні науки                            |                                                          | 4,3%                                                     | 4,3%                                                     |
| Охорона здоров'я                                         | Охорона здоров'я                                         |                                                          | 5,9%                                                     | 5,9%                                                     |
| Освіта, правозахист, муніципальні та урядові служби      | Освіта, правозахист, муніципальні та урядові служби      |                                                          | 10,2%                                                    | 10,2%                                                    |
| Мистецтво, культура, відпочинок та спорт                 | Мистецтво, культура, відпочинок та спорт                 |                                                          | 1,1%                                                     | 1,1%                                                     |
| Роздрібна торгівля та послуги                            | Роздрібна торгівля та послуги                            |                                                          | 32,4%                                                    | 32,4%                                                    |
| Гуртова торгівля, транспорт та обладнання                | Гуртова торгівля, транспорт та обладнання                |                                                          | 22,9%                                                    | 22,9%                                                    |
| Природні ресурси, сільське господарство                  | Природні ресурси, сільське господарство                  |                                                          | 1,6%                                                     | 1,6%                                                     |
| Виробництво                                              | Виробництво                                              |                                                          | 5%                                                       | 5%                                                       |

## Клімат
Середня річна температура становить 5,1°C, середня максимальна – 19,2°C, а середня мінімальна – -10°C. Середня річна кількість опадів – 1 332 мм.
| Клімат поселення                              | Клімат поселення | Клімат поселення | Клімат поселення | Клімат поселення | Клімат поселення | Клімат поселення | Клімат поселення | Клімат поселення | Клімат поселення | Клімат поселення | Клімат поселення | Клімат поселення | Клімат поселення |
| Показник                                      | Січ.             | Лют.             | Бер.             | Квіт.            | Трав.            | Черв.            | Лип.             | Серп.            | Вер.             | Жовт.            | Лист.            | Груд.            |                  |
| Середній максимум, °C                         | 0,30             | −0,19            | 2,81             | 7,02             | 11,45            | 15,73            | 18,53            | 19,24            | 15,35            | 10,75            | 6,39             | 1,44             |                  |
| Середня температура, °C                       | −4,63            | −5,1             | −2,11            | 2,09             | 6,51             | 10,79            | 15,41            | 16,15            | 12,25            | 7,63             | 3,27             | −1,66            |                  |
| Середній мінімум, °C                          | −9,56            | −10,04           | −7,05            | −2,85            | 1,58             | 5,85             | 12,32            | 13,03            | 9,13             | 4,51             | 0,17             | −4,77            |                  |
| Норма опадів, мм                              | 121              | 114              | 103              | 97               | 94               | 102              | 93               | 89               | 126              | 145              | 126              | 122              |                  |
| Середньомісячна швидкість вітру, м/с          | 7.76             | 7.25             | 6.87             | 6.30             | 5.62             | 5.27             | 5.10             | 5.15             | 5.73             | 6.45             | 6.99             | 7.63             |                  |
| Середньомісячна сонячна радіація, кДж/м²·день | 3932             | 6744             | 10574            | 13968            | 16983            | 19090            | 19102            | 16073            | 12056            | 7139             | 4119             | 3065             |                  |
| --------------------------------------------- | ---------------- | ---------------- | ---------------- | ---------------- | ---------------- | ---------------- | ---------------- | ---------------- | ---------------- | ---------------- | ---------------- | ---------------- | ---------------- |
| Джерело:                                      |                  |                  |                  |                  |                  |                  |                  |                  |                  |                  |                  |                  |                  |